# コロボーマ
コロボーマ（英: coloboma）は、眼球の下部を構成する組織の一部が損失している状態のことである。生まれた時からみられる。症状には、視力喪失や光に対して過敏になったりなどである。片目または両目にみられる。合併症には弱視などがあげられる。
これは、遺伝的または環境的な問題による異常な眼の発達の結果として発生する。危険因子には、妊娠中のアルコール摂取などがあげられる。虹彩、水晶体、瞼、網膜など、眼球のさまざまな部分に影響を及ぼす。診断は眼検査による。
治療には、眼鏡、コンタクトレンズ、手術などがあげられる。コロボーマの罹患率は1万人に約1人である。この疾患についての記述は古代メソポタミアまで遡る。